# 库普帕姆
库普帕姆（Kuppam），是印度安得拉邦Chittoor县的一个城镇。总人口18803（2001年）。

## 人口
该地2001年总人口18803人，其中男性9675人，女性9128人；0—6岁人口2541人，其中男1348人，女1193人；识字率68.79%，其中男性为75.03%，女性为62.17%。